# Josef Kraus (Skispringer)
Josef Kraus ist ein ehemaliger tschechoslowakischer Skispringer.

## Werdegang
Kraus startete bei der Vierschanzentournee 1970/71 zu seinem ersten und einzigen internationalen Wettbewerb. Nachdem er auf der Schattenbergschanze in Oberstdorf auf den 36. Platz und auf der Großen Olympiaschanze in Garmisch-Partenkirchen auf den 46. Platz sprang, überraschte er auf der Bergiselschanze in Innsbruck mit dem fünften Platz. Nachdem er auch auf der Paul-Außerleitner-Schanze in Bischofshofen mit dem achten Rang einen guten Platz erreicht hatte, beendete er die Tournee mit 836,6 Punkten auf dem 16. Platz in der Gesamtwertung.

## Erfolge

### Vierschanzentournee-Platzierungen
| Saison  | Platz | Punkte |
| ------- | ----- | ------ |
| 1970/71 | 16.   | 836,6  |